# Крепкая (приток Тузлова)
Кре́пкая (в верховье Большая Крепкая, укр. Крі́пка) — река в России и на Украине, левый приток реки Тузлов (Бассейн Дона). Длина 78 км, площадь водосборного бассейна 586 км². Уклон 6,5 м/км. Долина узкая, V-образная, шириной 1,5 км, несколько расширяется к устью. Русло умеренно извилистое. Используется на орошение и рыбоводство. Сток зарегулирован водохранилищами (прудами).
Питание речки происходит за счёт подземных вод, выклинивающихся в верхнем течении сильными источниками. В районе слободы Аграфеновки в летнее засушливое время речка превращается в болото, заросшее осокою.

## Течение
Берёт начало около к югу от пгт. Калининский на южных склонах Нагольного кряжа (юго-восточная часть Донецкого кряжа), начинается 3 отножинами. Протекает по территории Свердловского района Луганской области и Родионово-Несветайского района Ростовской области.

## Притоки
- Водяная балка (л)
- Ляшевая балка (л)